# Fumiko Enchi
Fumiko Enchi (en japonés, 円地 文子, Tokio, 2 de octubre de 1905, ibídem, 12 de noviembre de 1986) alias de Fumiko Ueda, fue una de las más eminentes escritoras japonesas de la era Showa.

## Biografía
Fumiko Enchi nació en el distrito tokiota de Asakusa, y era hija del distinguido filólogo y lingüista Kazutoshi Ueda y de su esposa Tsuruko.
De salud endeble en la infancia, no pudo asistir a clases regulares escolares y su padre decidió que se instruyera en casa con clases particulares en las que aprendió mucha literatura inglesa, francesa y china. Además su abuela paterna la introdujo en clásicos japoneses como el Genji Monogatari, el gesaku del periodo Edo, o novelas o teatro kabuki y bunraku.
A los 13 años ya leía a Oscar Wilde, Edgar Allan Poe, Kyōka Izumi, Nagai Kafū, Ryūnosuke Akutagawa, y especialmente a Jun'ichirō Tanizaki, cuyo ascetismo sadomasoquista le interesaba particularmente.  Además, tuvo acceso a muchos textos raros cuando el mentor de lingüística de su padre, Basil Hall Chamberlain, donó a la familia su biblioteca de en torno a once mil libros antes de dejar el país en 1910.
De 1918 a 1922, fue a la Universidad Femenina de Japón, pero tuvo que dejar sus estudios por problemas de salud. Aun así, incitada por su padre, asistió a eventos como las lecturas de Kaoru Osanai, fundador del teatro moderno japonés.

## Carrera literaria
Su carrera literaria comenzó como dramaturga en 1926 con su relato ふるさと (Furusato) en la publicación Kabuki, que fue bien recibido por la crítica, que puso de manifiesto sus simpatías con el movimiento literario del proletariado.  A esta obra siguió 晩春騒夜 (Banshun sōya, que podría traducirse como Una noche en vela de finales de la primavera), que se publicó en el número de septiembre de 1928 de la revista Arte de Mujeres (女人芸術 Nyonin Geijutsu?) y fue estrenada en el Pequeño Teatro Tsukiji en diciembre de ese mismo año. En la obra, dos mujeres artistas, Kayoko y Mitsuko, tienen un conflicto por sus distintas perspectivas sobre el arte y la política. Esta fue la primera obra de Enchi que se puso en escena.
En 1930, se casó con el periodista Yoshimatsu Enchi del Tokyo Nichi Nichi Shimbun, con quien tuvo una hija. Comenzó entonces a escribir ficción, pero frente a lo que sucedió con su estreno como dramaturga, le resultó muy difícil que publicaran sus obras.  Aunque a partir de 1939, el Tokyo Nichi Nichi Shimbun comenzó a publicar en serie su traducción de El Cuento de Genji al japonés moderno, sus primeras novelas, Palabras como el viento (Kaze no gotoki kotoba, 1939), Los tesoros del cielo y el mar (Ten no sachi, umi no sachi, 1940) o Primavera y Otoño (Shunju, 1943) no tuvieron mucho éxito. 
Además, en 1945 sufrió la pérdida de sus bienes durante el bombardeo estratégico de Tokio y siguió con sus problemas de salud, teniendo que someterse a una histerectomía en 1946 después de que se le diagnosticara cáncer de útero, y sufrió complicaciones posoperatorias, por lo que dejó de escribir hasta en torno a 1951.

## Éxito en la posguerra
En 1953, la novela de Enchi Días de hambre (ひもじい月日 Himojii Tsukihi) fue recibida favorablemente por la crítica. Se trata de un relato violento y desgarrador de desgracias familiares y privaciones físicas y emocionales, basado en parte en sus experiencias personales durante la guerra, y en 1954 ganó el Premio de Literatura Femenina.
La siguiente novela de Enchi también fue muy elogiada: Los años de espera (女坂 Onnazaka, 1949-1957) ganó el Premio Literario Noma. La novela está ambientada en el periodo Meiji y analiza la difícil situación de las mujeres que no tienen otra alternativa que aceptar el degradante papel que se les asigna en el orden social patriarcal. La protagonista es la esposa de un funcionario del gobierno, que se siente humillada cuando su marido no sólo toma concubinas, sino que las hace vivir bajo el mismo techo como criadas y como esposas secundarias.
A partir de las décadas de 1950 y 1960, Enchi tuvo bastante éxito, y escribió numerosas novelas y relatos cortos en los que exploraba la psicología y la sexualidad femeninas. En Máscaras Femeninas (Onna men, 1958), su protagonista se basa en la dama Rokujō de La historia de Genji, representada como un personaje chamánico. Tras perder a su hijo en un accidente de escalada en el monte Fuji, manipula a su nuera viuda para que tenga un hijo por cualquier medio para sustituir al que perdió. Una de las citas del libro dice: "El amor de una mujer se convierte rápidamente en pasión por la venganza, una obsesión que se convierte en un río de sangre sin fin, que fluye de generación en generación".
El tema del chamanismo y la posesión espiritual aparece repetidamente en las obras de Enchi de la década de 1960. Enchi contrastó las tradiciones de subyugación femenina en el budismo con el papel de la mujer chamán en la religión autóctona sintoísta japonesa, y lo utilizó como medio para representar a la mujer chamán como vehículo de castigo contra los hombres o de empoderamiento para las mujeres. En Un cuento de falsas fortunas (Nama miko monogatari, 1965), una nueva versión del Eiga Monogatari (Un cuento de florecientes fortunas), sitúa la historia en el periodo Heian, con la emperatriz Teishi como protagonista (personaje histórico Fujiwara no Teishi, también conocida como Sadako), consorte del emperador Ichijo. La novela ganó el Premio de Literatura Femenina de 1966. Junto a Los años de espera y Máscaras, Un cuento de falsas fortunas se considera su tercera obra directamente influida por La historia de Genji.
Otro tema de la obra de Enchi es el erotismo en las mujeres mayores, que ella veía como una desigualdad biológica entre hombres y mujeres. En Saimu (1976), una mujer anciana se obsesiona con una fantasía en la que puede revitalizarse a través de relaciones sexuales con hombres jóvenes. Las obras de Enchi combinaban elementos de realismo y fantasía erótica, un estilo novedoso en la época.
Falleció  de una crisis cardíaca en 1986.

## Reconocimientos
En 1985 recibió la medalla al mérito cultural.
En 1986 fue elegida miembro de la Academia de las Artes.

## Obra selecta

### Novelas
- 1939 Kaze no gotoki kotoba (風の如き言葉)
- 1939 Onnazaka (女坂) - Los años de espera (ISBN:978-8420676234)[10]
- 1940 Ten no sachi chi no sachi (天の幸・地の幸)
- 1958 Onnamen (女面') - Máscaras Femeninas (ISNB:978-8420608839)[11]
- A Tale of False Fortunes (Nama miko monogatari, 1965), Traducción al inglés de Roger Kent Thomas (ISBN 0824821874)

### Obras de teatro
- ''Furusato'' (literalmente "Lugar de nacimiento", 1926)
- ''Noche en vela a finales de la primavera' (''Banshu sōya'', 1928)

### Traducción
- Enchi Genji, traducción de La Historia de Genji al japonés moderno.